# Lehmanns Erzählungen
Lehmanns Erzählungen ist eine Erzählung von Siegfried Lenz aus dem Jahre 1964. Sie beschreibt die Erlebnisse des Schwarzhändlers Lehmann nach dem Ende des Zweiten Weltkriegs. Lehmanns Erzählungen wurden zuerst in loser Folge im Rundfunk gesendet und aufgrund von Höreranfragen schließlich als Buch veröffentlicht.

## Inhalt

### Handlung
Der Soldat Holger Heinz Lehmann stiehlt in der Weltuntergangsstimmung vor dem Ende des Zweiten Weltkriegs eine größere Menge silberne Sahnelöffel. Mit diesem „Startkapital“ schlittert er fast ungewollt in den Hamburger Schwarzmarkt. Bald hat er seinen Ruf als Tausendsassa der Schwarzmarktszene begründet. Er verkauft gestohlene „Spirituosen“ an die englischen Besatzungstruppen, schlachtet Schweine in der Badewanne, besorgt ein altes Denkmal, um einem kranken Opa einen Gefallen zu tun und schmuggelt Wertsachen über die neu entstandene Zonengrenze. Als er im Gefängnis landet, führt er mit Hilfe seiner Freundin die Geschäfte aus der Zelle weiter und verschafft sich mit seinen Fähigkeiten als Einkäufer ein hohes Ansehen bei der Gefängnisleitung.
Lehmanns Karriere endet abrupt am 20. Juni 1948, dem Tag der Währungsreform. Lehmanns Reichsmark-Vermögen wird plötzlich wertlos, und sein Ruf als Schwarzmarkt-Spezialist ist ohne Schwarzmarkt nichts mehr wert.

### Personen
Die Person des Schwarzhändlers Lehmann steht naturgemäß im Vordergrund. Über sein Leben vor und im Krieg, seinen eigentlichen Beruf sowie über seine Angehörigen wird nichts bekannt. Lehmann wird als sehr belesene Person dargestellt, die gerne aus klassischen Werken zitiert. Außer Lehmann kommt nur seine Zimmerwirtin und spätere Freundin in allen Kapiteln vor.

### Weltbild
Neben den kurzweilig geschilderten Schwarzmarkt-Abenteuern wird die Frage aufgeworfen, was man mit den in Mangelzeiten erlernten Fähigkeiten anfangen kann, wenn die Mangelzeiten vorüber sind. Not macht erfinderisch, Gesetze sind in Ausnahmesituationen auch für „anständige“ Bürger zweitrangig. Aber wozu kann man seine Kreativität nutzen, wenn nach drei Jahren das normale Geschäftsleben und die Rechtspflege wieder in Gang kommen? Für Lehmann sind drei Jahre „Berufserfahrung“ und seine tolldreisten Geschäftsmethoden nutzlos geworden.

## Form
Die sechs Kapitel des Buches entsprechen wahrscheinlich den sechs im Rundfunk gesendeten Folgen.

### Einordnung ins Werk des Autors
Siegfried Lenz war nach seiner Angabe selbst in Schwarzmarktgeschäfte verwickelt. Es ist daher anzunehmen, dass das Buch einige autobiografische Züge aufweist. Die Ich-Form des Buches und der intellektuelle Hintergrund von Lehmann weisen ebenfalls darauf hin.

### Verfilmung
„Lehmanns Erzählungen“ wurde von Wolfgang Staudte verfilmt und 1975 im ZDF gesendet. Die Hauptrollen spielten Otto Sander, Anne-Marie Kuster und Christa Berndl.

### Textausgaben
„Lehmanns Erzählungen“ oder „So schön war mein Markt“, Hamburg 1964 (Hoffmann und Campe), ISBN 3-455-04224-4